# إيفان برونيتي
إيفان برونيتي (بالإنجليزية: Ivan Brunetti)‏ هو رسام كارتون أمريكي، ولد في 3 أكتوبر 1967 في Mondavio ‏ في إيطاليا.

## وصلات خارجية
- إيفان برونيتي على موقع إن إن دي بي (الإنجليزية)